# Ilanski
Ilanski (russisch Иланский) ist eine Stadt mit 16.111 Einwohnern (Stand 14. Oktober 2010) an der Transsibirischen Eisenbahn in der Region Krasnojarsk in Russland. Sie liegt in Sibirien am Fluss Ilanka, einem rechten Nebenfluss des Kan. Die Entfernung zu Moskau beträgt etwa 4380 km.

## Geschichte

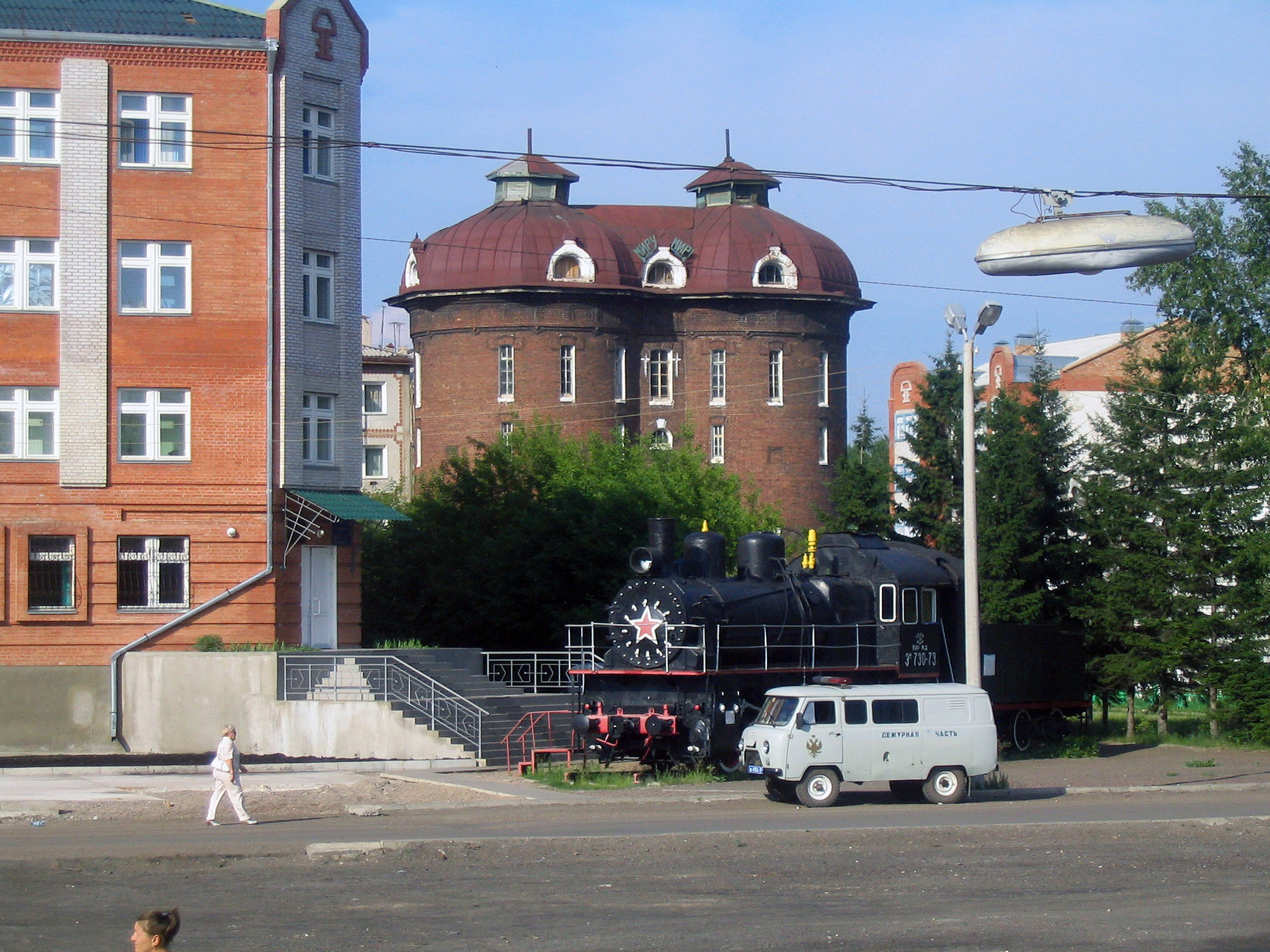
Historische Dampflok nahe dem Bahnhof von Ilanski

Der Ort war seit 1645 als Dorf namens Ilanskaja (Иланская) bekannt. In den 1730er-Jahren wurde nahe an Ilanskaja vorbei eine Straße verlegt, was in den Folgejahrzehnten zu einer Bevölkerungszunahme in den angrenzenden Orten führte. Meist handelte es sich bei den Siedlern um Verbannte aus den europäischen Teilen Russlands; sie stellten Ende des 18. Jahrhunderts einen Großteil der Bevölkerung des Dorfes dar.
1894 wurde die Transsibirische Eisenbahn an Ilanskaja vorbei verlegt. Dabei entstanden im Ort ein Bahnhof sowie ein Eisenbahndepot. 1939 erhielt Ilanskaja, inzwischen eine bedeutende Eisenbahnersiedlung, unter ihrem heutigen Namen den Status einer Stadt.

## Bevölkerungsentwicklung
| Jahr | Einwohner |
| ---- | --------- |
| 1939 | 25.319    |
| 1959 | 26.911    |
| 1970 | 22.852    |
| 1979 | 19.995    |
| 1989 | 18.409    |
| 2002 | 17.073    |
| 2010 | 16.111    |

Anmerkung: Volkszählungsdaten

## Wirtschaft und Verkehr
Heute gibt es in der Stadt unter anderem Eisenbahnwerkstätten, Holzverarbeitung und Textilindustrie. Ilanski ist sowohl an die Transsibirische Eisenbahn als auch an die Fernstraße M 53 angebunden.